# Sardinella albella
Sardinella albella е вид лъчеперка от семейство Селдови (Clupeidae). Видът не е застрашен от изчезване.

## Разпространение и местообитание
Разпространен е в Австралия, Бангладеш, Бахрейн, Бруней, Виетнам, Джибути, Египет, Еритрея, Йемен, Израел, Индия, Индонезия, Йордания, Ирак, Иран, Камбоджа, Катар, Кения, Китай, Коморски острови, Кувейт, Мадагаскар, Малайзия, Мианмар, Мозамбик, Обединени арабски емирства, Оман, Пакистан, Папуа Нова Гвинея, Провинции в КНР, Саудитска Арабия, Сингапур, Сомалия, Судан, Тайван, Тайланд, Танзания, Филипини, Хонконг, Шри Ланка и Южна Африка.
Обитава крайбрежията на морета, заливи и рифове. Среща се на дълбочина от 0,9 до 50 m, при температура на водата от 26,6 до 28 °C и соленост 34,2 – 34,7 ‰.

## Описание
На дължина достигат до 14 cm.